# Yurika Yoshida
Pour les articles homonymes, voir Yoshida.
Yurika Yoshida (吉田夕梨花, Yoshida Yurika), née le 7 juillet 1993, est une curleuse japonaise. 

## Carrière
Elle est médaillée de bronze du tournoi féminin de curling aux Jeux olympiques d'hiver de 2018.
Elle est également médaillée d'argent au Championnat du monde de curling féminin 2016 et médaillée de bronze aux Jeux asiatiques d'hiver de 2017.